# Grzybinka brunatna

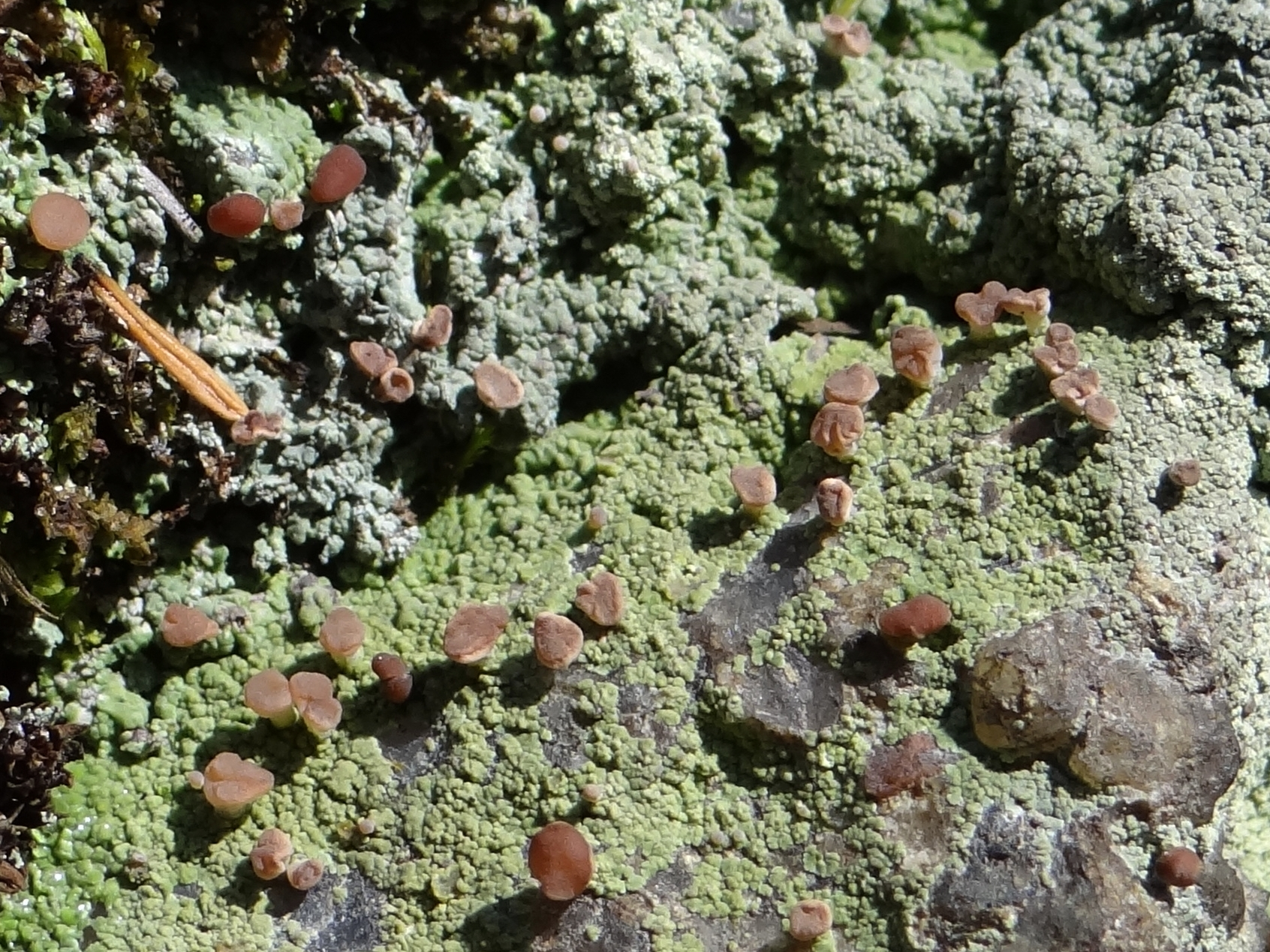

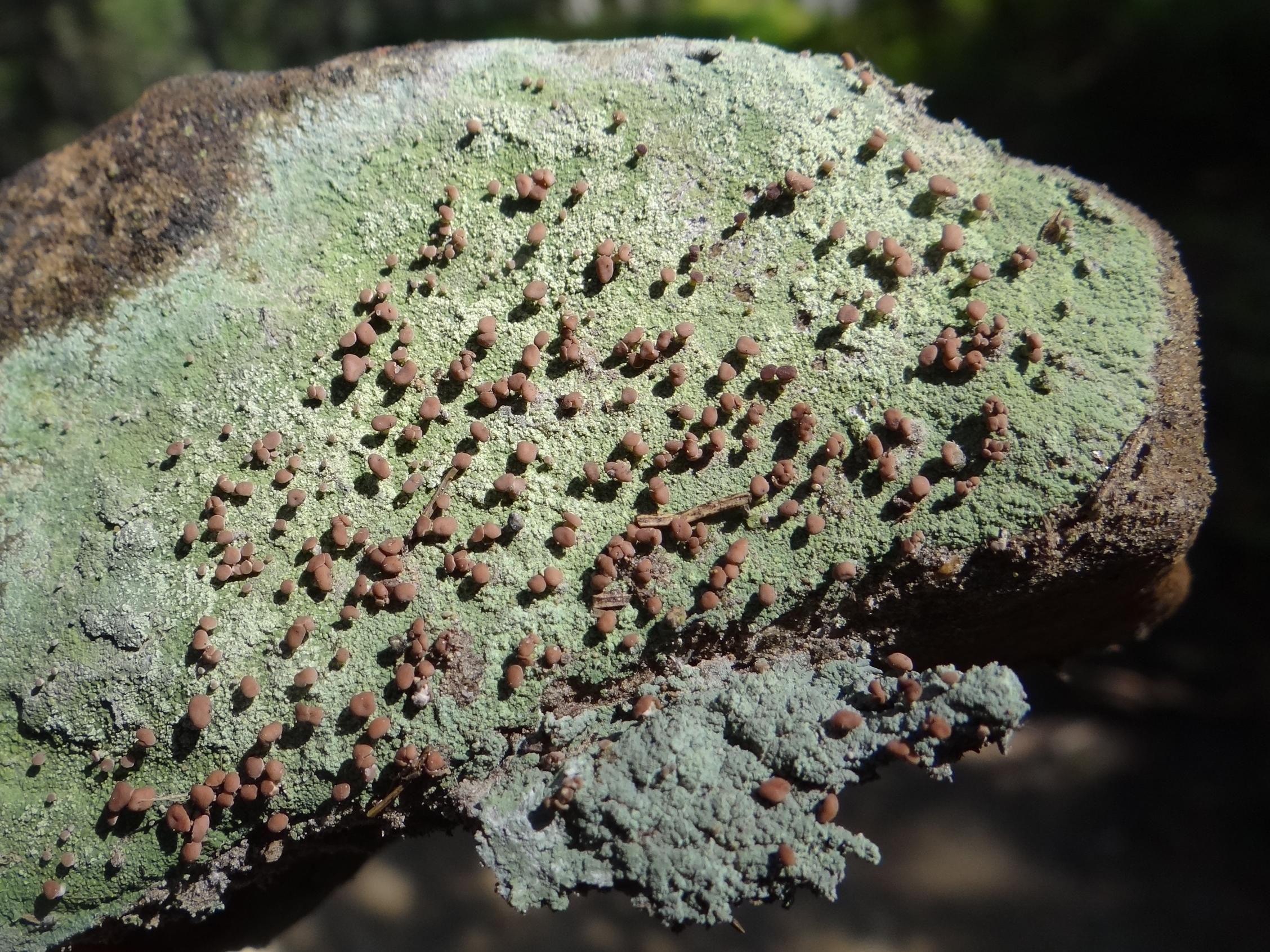

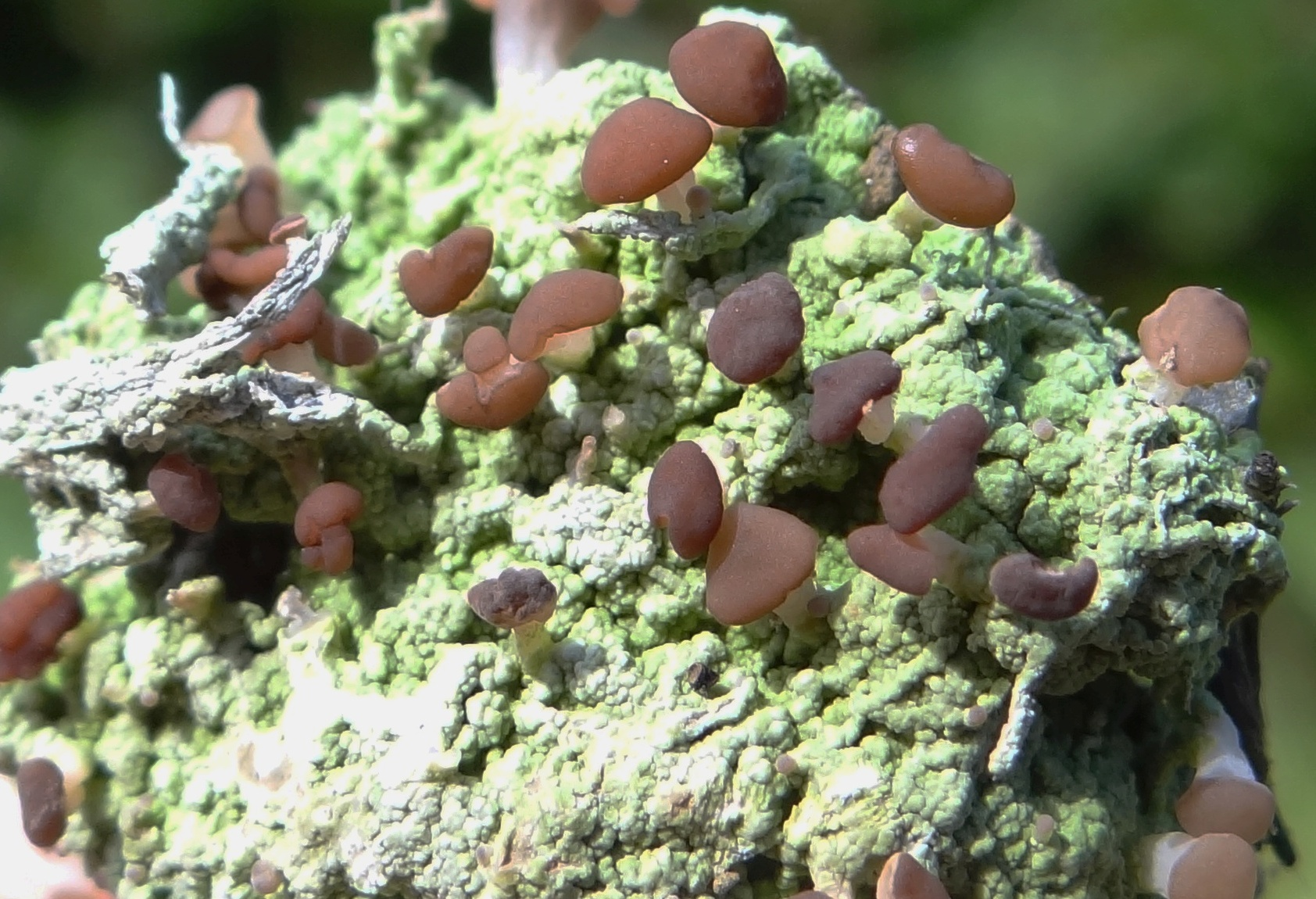

Grzybinka brunatna, wstępka grzybkowata (Baeomyces rufus (Huds.) Rebent) – gatunek grzybów należący do rodziny Baeomycetaceae. Ze względu na współżycie z glonami zaliczany jest do porostów.

## Systematyka i nazewnictwo
Pozycja w klasyfikacji według Index Fungorum: Baeomyces, Baeomycetaceae, Baeomycetales, Ostropomycetidae, Lecanoromycetes, Pezizomycotina, Ascomycota, Fungi.
Po raz pierwszy gatunek ten zdiagnozowany został w 1762 r. przez W. Hudsona jako Lichen rufus, do rodzaju Baeomyces przeniósł go J. F. Rebent w 1804 r.
Niektóre synonimy nazwy naukowej:
- Baeomyces rufus var. prostii Harm.
- Baeomyces rufus var. subsquamulosus Nyl. 1877
- Lichen rufus Huds. 1762

Nazwy polskie według Krytycznej listy porostów i grzybów naporostowych Polski.

## Charakterystyka
Tworzy przylegającą do podłoża skorupiastą plechę o barwie białoszarej, szarej lub zielonej i ziarenkowato-brodawkowatej lub drobnołuseczkowatej strukturze. Powierzchnia plechy może być gładka lub popękana i często znajdują się na niej drobne urwistki. Łuseczki mają zazwyczaj karbowane brzegi, długość do 1 mm i są pogięte, lub wznoszące się z jednej strony. Plecha zawiera glony protokokkoidalne.  Kuliste lub elipsoidalne komórki glonów mają średnicę 6–13 μm. Reakcje barwne:  plecha K + żółty, KC +, C +, P + żółty, UV żółty lub pomarańczowy. 
Licznie występują owocniki. Są to lecideowe apotecja o średnicy 1–2,5 mm.
Wyrastają na białawych, wałeczkowatych lub nieco spłaszczonych, gładkich lub podłużnie bruzdkowanych trzoneczkach o długości do 2 mm. Mają brązowe lub beżowe, płaskie lub wklęsłe tarczki. Powstają w nich jednokomórkowe (rzadko 2-komórkowe), wrzecionowate i bezbarwne  askospory o rozmiarach 6–12 × 2,5–4 μm. Pyknidia występują rzadko, powstają w nich elipsoidalne pykniospory o rozmiarach 4-5 × 1 μm.
Kwasy porostowe: kwas stiktowy, kwas norstiktowy, kwas konstiktowy.

## Występowanie i siedlisko
Gatunek szeroko rozprzestrzeniony, występuje na wszystkich kontynentach z wyjątkiem Australii i Antarktydy (ale jest na Szetlandach Południowych należących do Antarktyki i na Nowej Zelandii w pobliżu Australii). Występuje w całej Europie, północna granica jego zasięgu sięga po północne wybrzeża Grenlandii i wyspy Svalbard. W Polsce jest pospolity, w górach występuje częściej, niż na niżu.
Rośnie na obrzeżach lasów, przy leśnych drogach, na skarpach. Występuje na takich podłożach, jak: piaszczyste lub gliniaste gleby, piaskowce, skały krzemianowe.

## Gatunki podobne
Podobna jest grzybinka cielista (Baeomyces carneus), która ma jaśniejsze owocniki. Grzybinka brunatna bywa też mylona z czasznikiem modrozielonym (Icmadophila ericetorum), u niego jednak apotecja wyrastają bez trzonków, ewentualnie na bardzo krótkich trzoneczkach.